# Marta Schanzenbach

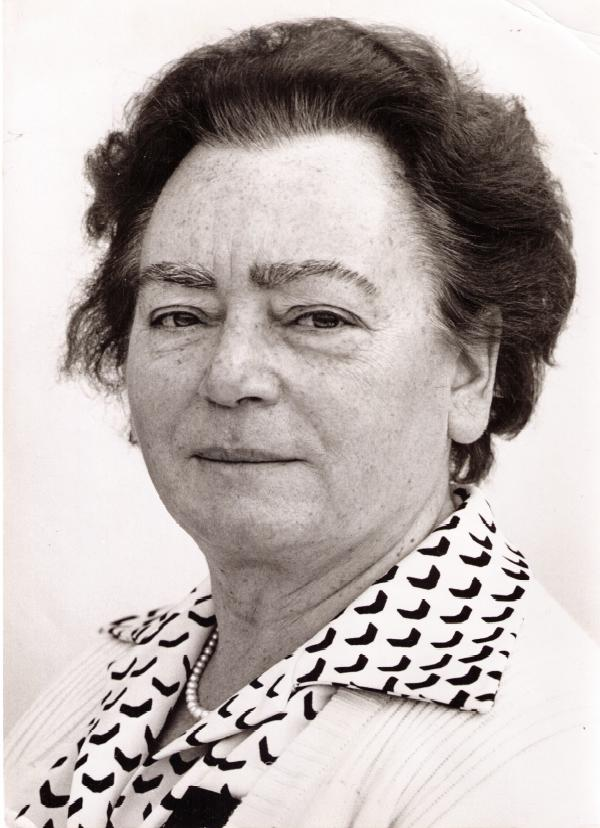
Marta Schanzenbach (ca. 1976)

Marta Schanzenbach, geb. Lehmann (* 7. Februar 1907 in Gengenbach; † 3. Juni 1997 in Offenburg) war eine deutsche Politikerin (SPD).

## Biografie
Schanzenbach (geb. Lehmann) war das älteste von sieben Kindern des Gengenbacher Ökonomieverwalters Hermann Lehmann (1882–1966), der 1900 zu den Gründungsmitgliedern des SPD-Ortsvereines Gengenbach gehörte. 1933 heiratete sie Albert Schanzenbach (geboren 1906 in Heilbronn, seit 28. Juni 1944 im Zweiten Weltkrieg bei Bobruisk verschollen), der wie sie als Fürsorger in Berlin arbeitete.

### Ausbildung und Beruf
Im Gegensatz zu ihren jüngeren Schwestern erhielt Marta, wie ihre Brüder, eine Berufsausbildung, und konnte die Bürgerschule in ihrer Heimatstadt besuchen. Ihr Wunsch, Lehrerin zu werden, ging aufgrund ihrer prekären familiären Situation und ihrer fehlenden Schulbildung nicht in Erfüllung. Nach zwei Jahren familiärer Hausarbeit erhielt sie ab 1925 die Möglichkeit als Verkäuferin beim Konsum zu arbeiten. Dort bekam sie Einblick in die materiellen Nöte anderer Arbeiterfamilien. 1928 wurde sie Mitglied der Arbeiterwohlfahrt (AWO), damals noch eine Arbeitsgemeinschaft der SPD. Nach einer eineinhalbjährigen Ausbildung zur Kinderpflegerin in Mannheim und Karlsruhe absolvierte sie von 1929 bis 1931 eine Fortbildung zur Fürsorgerin an der Wohlfahrtsschule der AWO in Berlin. Bis zu ihrer Entlassung durch die Nationalsozialisten 1933 arbeitete sie als Familien-Fürsorgerin beim Jugendamt Berlin-Prenzlauer Berg. Nach ihrer Heirat 1933 mit Albert Schanzenbach blieb sie arbeitslos und kümmerte sich als Hausfrau um ihre Familie. 1939 erhielt sie wieder eine Stelle als Fürsorgerin in Berlin, da die männlichen Mitarbeiter der Sozialämter zur Wehrmacht eingezogen wurden. 1942 zog sie auf Drängen ihres Mannes mit ihren beiden Kindern nach Gengenbach und war dort bis 1949 als Fürsorgerin bei der Stadt Gengenbach angestellt. Bis 1945 war sie Mitglied der Nationalsozialistischen Volkswohlfahrt und der Deutschen Arbeitsfront DAF.
Sie war von 1946 bis 1976 Vorsitzende der Arbeiterwohlfahrt (AWO) Südbaden und von 1948 bis 1972 stellvertretende AWO-Bundesvorsitzende.

### Politik
Marta (Lehmann) gründete 1923 die Sozialistische Arbeiterjugend (SAJ) Gengenbach, die damalige Jugendorganisation der SPD, und übernahm deren Vorsitz. 1925 trat sie aktiv der SPD bei. 1947 war sie Mitbegründerin und von 1958 bis 1966 Vorsitzende des Bundesfrauenausschusses der SPD. Sie gehörte seit dessen erster Wahl 1949 bis 1972 dem Deutschen Bundestag an und wurde stets über die Landesliste ihrer Partei ins Parlament gewählt. Sie war von 1949 bis 1969 stellvertretende Vorsitzende des Bundestagsausschusses für Familien- und Jugendfragen (bis 1953: Ausschuss für Jugendfürsorge), von 1954 bis 1964 Mitglied im Fraktionsausschuss der SPD, von 1949 bis 1969 Mitglied des Kriegsopferausschusses, von 1949 bis 1972 stellvertretendes Mitglied im Sozialausschuss, von 1955 bis 1972 stellvertretendes Mitglied im Verteidigungsausschuss. 1958 wurde sie Mitglied von Parteivorstand und Präsidium der SPD. Sie engagierte sich darüber hinaus im „Internationalen Rat Sozialdemokratischer Frauen“. 1974 wurde sie Mitglied im SPD-Bundesseniorenrat.

## Veröffentlichungen
Schanzenbach hat auf Grund ihrer proletarischen Herkunft keine Autobiografie veröffentlicht, sie war eine Frau der Tat, aber ihre Artikel und Beiträge zur Frauenpolitik sind durchaus erwähnenswert.
- Artikel In: Sozialdemokratische Partei Deutschlands (Hrsg.): Frauen machen Politik. Was sie sind – wie sie es wurden. Lebensschicksale politischer Frauen (= Schriftenreihe für Frauenfragen. Nr. 4 ohne Jahr [1956]).
- Frauen, Mütter, Familien in der heutigen Gesellschaft. In: Deutscher Gewerkschaftsbund (Hrsg.): Frauen helfen, Frauen bauen auf! Referate der 2. Bundes-Frauenkonferenz des DGB vom 12. bis 14. Mai 1955 in Dortmund. Bund-Verlag, Köln-Deutz 1955, OCLC 42849036.
- Artikel In: Nachrichtendienst des Deutschen Vereins für öffentliche und private Fürsorge.: Bericht aus dem Bundestag. 1961.
- Elfriede Eilers, Marta Schanzenbach: Zur Nachkriegsgeschichte der Familienpolitik aus sozialdemokratischer Sicht. In: Reinhard Bartholomäi, Wolfgang Bodenbender, Hardo Henkel, Renate Hüttel (Hrsg.): Sozialpolitik nach 1945. Geschichte und Analysen.Ernst Schellenberg zum 70. Geburtstag. Neue Gesellschaft, Bonn 1977, S. 229–238.

## Ehrungen
- 1963: Großes Verdienstkreuz der Bundesrepublik Deutschland
- 1969: Großes Verdienstkreuz mit Stern der Bundesrepublik Deutschland
- 1971: Marie-Juchacz-Plakette der Arbeiterwohlfahrt
- 1972: Großes Verdienstkreuz mit Stern und Schulterband der Bundesrepublik Deutschland
- 1977: Verdienstmedaille des Landes Baden-Württemberg
- 1996: wurde das neu gebaute AWO-Seniorenzentrum in Offenburg nach ihr benannt.
- 1997: Ihre Geburtsstadt Gengenbach ernannte sie an ihrem 90. Geburtstag am 7. Februar 1997 zur Ehrenbürgerin, nachdem ein erster Versuch im Jahre 1972 von der Mehrheit des Gengenbacher Gemeinderates aus politischen Gründen abgelehnt worden war.[8]
- 2005: Das Gymnasium in Gengenbach erhielt 2005 ihren Namen.
- Eine Straße in Gengenbach wurde nach ihr benannt.